# Estació de Premià de Mar
Premià de Mar és una estació de ferrocarril propietat d'adif situada a la població de Premià de Mar a la comarca del Maresme. L'estació es troba a la línia Barcelona-Mataró-Maçanet per on circulen trens de les línies de rodalia R1 i RG1 de Rodalies de Catalunya operades per Renfe Operadora.
Aquesta estació de la línia de Mataró va entrar en servei el 28 d'octubre de 1848, tot i que el baixador original no es conserva, quan es va obrir el ferrocarril de Barcelona a Mataró, la primera línia de ferrocarril de la península Ibèrica. A Barcelona es va construir la terminal entre la Barceloneta i la Ciutadella, a la vora del Torín a l'inici de la desapareguda avinguda del Cementiri, que posteriorment seria substituïda per l'Estació de les Rodalies. La iniciativa de la construcció del ferrocarril havia estat de Miquel Biada i Bunyol per dur a terme les múltiples relacions comercials que s'establien entre Mataró i Barcelona.
L'any 2016 va registrar l'entrada de 1.507.000 passatgers.

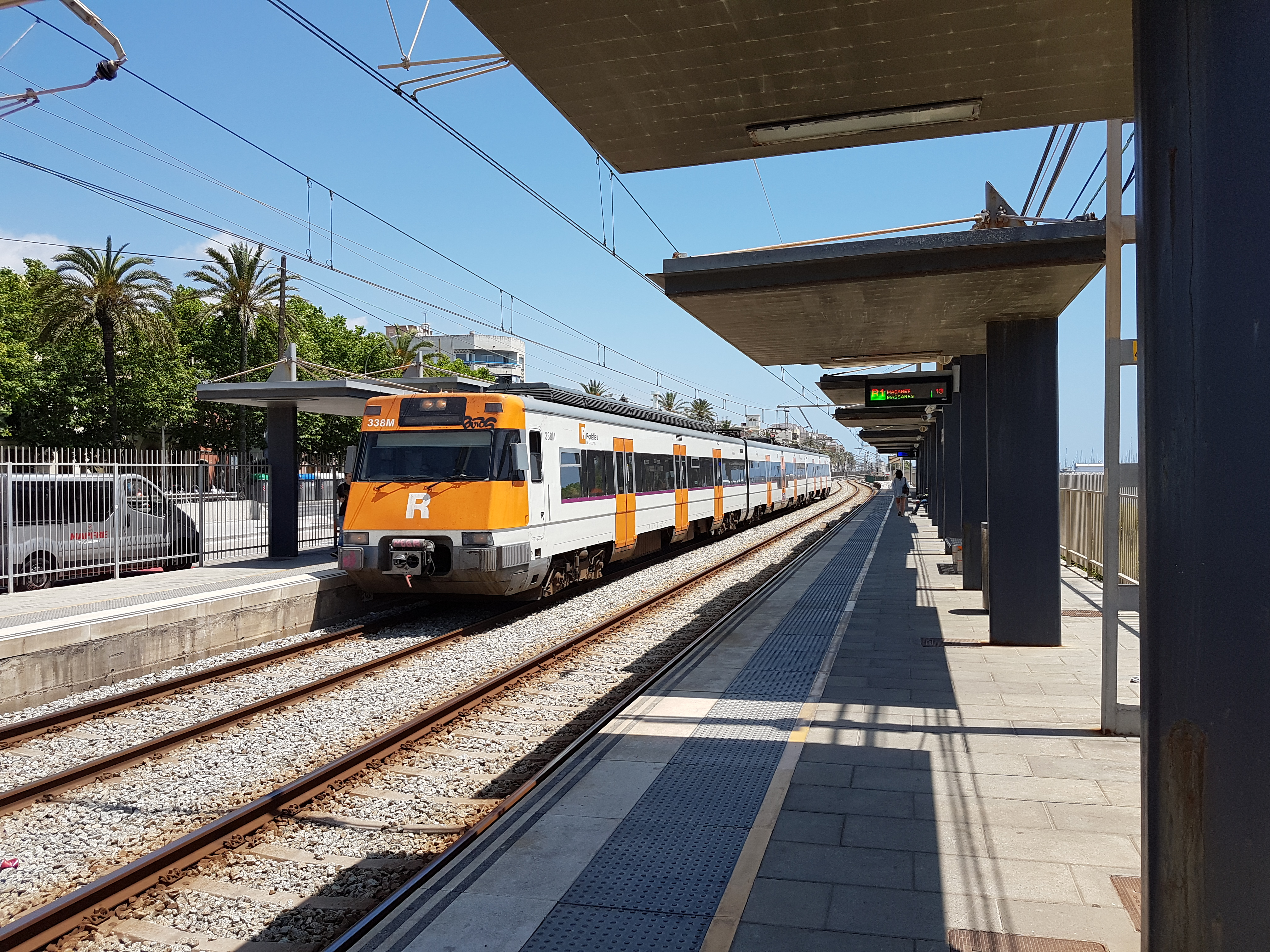
Tren de la línia R1 amb destinació l'Hospitalet

## Serveis ferroviaris
| Procedència/Destinació                  | <     | Línia | >               | Procedència/Destinació                               |
| --------------------------------------- | ----- | ----- | --------------- | ---------------------------------------------------- |
| Rodalia de Barcelona                    |       |       |                 |                                                      |
| Molins de Rei L'Hospitalet de Llobregat | Ocata |       | Vilassar de Mar | Mataró Arenys de Mar Calella Blanes Maçanet-Massanes |
| Rodalia de Girona                       |       |       |                 |                                                      |
| L'Hospitalet de Llobregat               | Ocata |       | Vilassar de Mar | Figueres Portbou                                     |

## Història
La primera estació de tren a Premià de Mar es va fer a 1848.
Des dels inicis ferroviaris a Premià de Mar, hi ha hagut 4 estacions de tren. La primera, el 1848, al moment d'inaugurar-se la via. Més tard, aproximadament a l'any 1905, es van modificar totes les estacions fent-les de totxo vist de color vermell, que encara podem veure a Mataró, Montgat, Badalona... Posteriorment, la de Premià va tornar a fer-se nova, era una de rajoleta de color blau, a causa de canviar de lloc l'estació i modificar el traçat de la Carretera. I, per fi, l'actual, moderna i amb tonalitats grisenques.